# Agostino Lippi
Agostino Lippi detto Groppasecca (Monteroni d'Arbia, 27 agosto 1764 – Siena, 20 gennaio 1818) è stato un fantino italiano.
Vinse tre volte il Palio di Siena su sedici partecipazioni.
Fu probabilmente padre (o, comunque, parente) del fantino Valentino Lippi, anch'egli noto come Groppasecca (o Groppino), che corse dieci volte tra il 1804 e il 1810.

## Carriera
L'esordio di Groppasecca in Piazza del Campo si registrò il 2 luglio 1784 per il Bruco.
Già il 1787 fu l'anno della consacrazione. A luglio portò alla vittoria la Torre, anche approfittando dell'ostacolo del civettino Biggèri ai danni di Begnamino, portacolori della favorita Chiocciola.
Ad agosto, Groppasecca fu confermato dalla Torre. Malgrado fosse febbricitante (tanto che, dopo la carriera, dovette essere ricoverato in ospedale), colse nuovamente la vittoria, che valse alla contrada di Salicotto il primo "cappotto" della propria storia, oltre a quello personale per il fantino stesso.
L'anno seguente, a luglio, Groppasecca fu chiamato dal Leocorno, alle prese con un estenuante digiuno che perdurava dal 16 agosto 1704, a montare uno dei migliori cavalli del lotto. La sua corsa, tuttavia, terminò con una caduta alla curva di San Martino.
Ma già al palio del successivo 18 agosto, Groppasecca si riscattò, portando alla vittoria la Pantera.
La carriera del Lippi, che dall'esordio non aveva mai mancato la partecipazione a un Palio, proseguì ininterrottamente fino a tutto il 1790.
Nel 1791 fu assente allo straordinario di aprile e all'ordinaria carriera di luglio, disputando poi quella di agosto per la Torre.
Il 2 luglio 1792 difese i colori della Giraffa: partito in testa, la sua corsa terminò con una rovinosa caduta alla seconda curva di San Martino, per la quale fu costretto a una lunga degenza al Santa Maria della Scala. I postumi dell'infortunio dovettero essere tali da comprometterne la carriera, poiché Groppasecca non corse mai più alcun Palio.

## Presenze al Palio di Siena
| Palio          | Contrada   | Cavallo                                 | Note   |
| -------------- | ---------- | --------------------------------------- | ------ |
| 2 luglio 1784  | Bruco      | Morello di Antonio Coppi                |        |
| 16 agosto 1784 | Onda       | Morello di Niccolò Giusti               |        |
| 2 luglio 1785  | Onda       | Sauro di Giuseppe Nardi                 |        |
| 17 agosto 1785 | Nicchio    | Grigio di Domenico Bianciardi           |        |
| 2 luglio 1786  | Pantera    | Sauro di Lorenzo Tondi                  |        |
| 16 agosto 1786 | Giraffa    | Morello di Carlo Belli                  |        |
| 2 luglio 1787  | Torre      | Sauro sfaccettato di don Francesco Nepi |        |
| 16 agosto 1787 | Torre      | Baio dorato di don Francesco Nepi       |        |
| 2 luglio 1788  | Leocorno   | Grigio di Sebastiano Ceccarelli         | scosso |
| 18 agosto 1788 | Pantera    | Baio dorato di Michele Morichelli       |        |
| 2 luglio 1789  | Onda       | Morello di Francesco Baldi              |        |
| 18 agosto 1789 | Istrice    | Baio di don Francesco Nepi              |        |
| 2 luglio 1790  | Chiocciola | Morello di Francesco Baldi              |        |
| 16 agosto 1790 | Drago      | Baio del Cinci                          |        |
| 16 agosto 1791 | Torre      | Baio di Vincenzo Vermigli               |        |
| 2 luglio 1792  | Giraffa    | Morello di Camillo Cappannini           | scosso |

## Dubbi sul cavallo del cappotto del 1787
Con riferimento all'impresa di Groppasecca del 1787 esistono dubbi se il barbero di luglio fosse il medesimo di agosto, circostanza che, se fosse vera, renderebbe la Torre la prima contrada ad aver realizzato il cappotto con lo stesso fantino e lo stesso cavallo. 
Se non è in discussione che il proprietario fosse il medesimo (il curato don Francesco Nepi), il manto dell'equino registrato presso alcune fonti è diverso (viene indicato un sauro sfaccettato a luglio e un baio dorato ad agosto), mentre in altre si sposa la tesi della coincidenza dell'animale.
La contrada della Torre, nell'albo delle vittorie riportato nel proprio sito ufficiale, indica due cavalli differenti.